# Зетта-
Зетта- (русское обозначение: З; международное: Z) — одна из приставок, используемых в Международной системе единиц (СИ) для образования наименований и обозначений десятичных кратных единиц. Единица, наименование которой образовано путём присоединения приставки зетта к наименованию исходной единицы, получается в результате умножения исходной единицы на число 1021, т.е. на один секстиллион.
В качестве приставки СИ принята XIX  Генеральной конференцией по мерам и весам в 1991 году. Наименование происходит от латинского septem, означающего семь, поскольку эквивалентна 10007.
За несколько лет до принятия префикса зетта в практику вошёл префикс гепта. Название образовано от греческого ἑπτά, также означающего семь. Приставка гепта не получила официального признания и сейчас не используется.
Примеры:
- Зеттабайт